# Spoorlijn Salbris - Le Blanc
De spoorlijn Salbris - Le Blanc is een gedeeltelijk opgebroken Franse spoorlijn van Salbris naar Le Blanc. De lijn is 148,5 km lang en heeft als lijnnummer 600 000.

## Geschiedenis
De lijn werd in gedeeltes geopend door de Compagnie du chemin de fer de Paris à Orléans, van Salbris naar Romorantin op 26 december 1901, van Romorantin naar Écueillé op 25 oktober 1902 en van Écueillé naar Le Blanc op 17 november 1902.
Personenvervoer op het zuidelijke gedeelte werd op verschillende momenten opgeheven, tussen Buzançais en Le Blanc op 1 september 1953, tussen Luçay-le-Mâle en Buzançais op 29 september 1980 en tussen Valençay en Luçay-le-Mâle op 5 oktober 2009.
Goederenvervoer werd opgeheven tussen Buzançais en Le Blanc op 1 november 1953 en tussen Salbris en Buzançais op 15 november 1989. In 1992 werd op het gedeelte tussen Argy en Buzançais weer ingevoerd ten behoeve van de graansilo van Argy, hiervoor werd dit gedeelte opgespoord naar normaalspoor en een aansluiting gemaakt op de lijn Joué-lès-Tours - Châteauroux.

## Treindiensten
De SNCF verzorgt het personenvervoer op dit traject met TER treinen.
| Serie      | Treinsoort | Route                                   | Bijzonderheden |
| ---------- | ---------- | --------------------------------------- | -------------- |
| TER 861200 | TER (SNCF) | Salbris – Faubourg-d'Orléans – Valençay |                |

## Aansluitingen
In de volgende plaatsen is of was er een aansluiting op de volgende spoorlijnen:
Salbris
RFN 693 000, spoorlijn tussen Salbris en Argent-sur-Sauldre
Romorantin
tramlijn tussen Romorantin en Neung-sur-Beuvron
Valençay
tramlijn tussen Châteauroux en Valençay
Écueillé
lijn tussen Ligueil en Écueillé
Buzançais
RFN 594 000, spoorlijn tussen Joué-lès-Tours en Châteauroux
Le Blanc
tramlijn tussen Argenton-sur-Creuse en Le Blanc

## Galerij

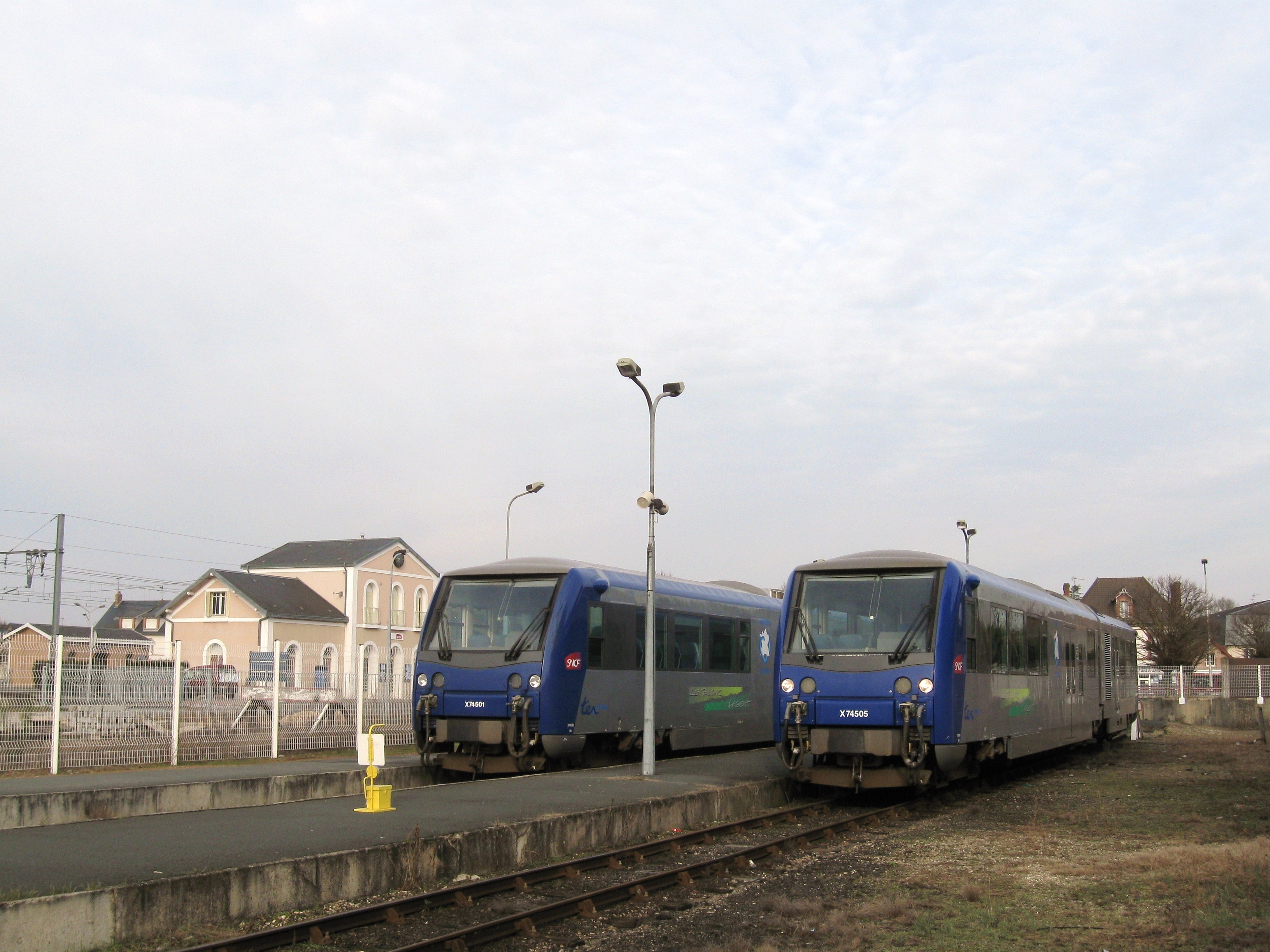
Twee railbussen in Salbris.
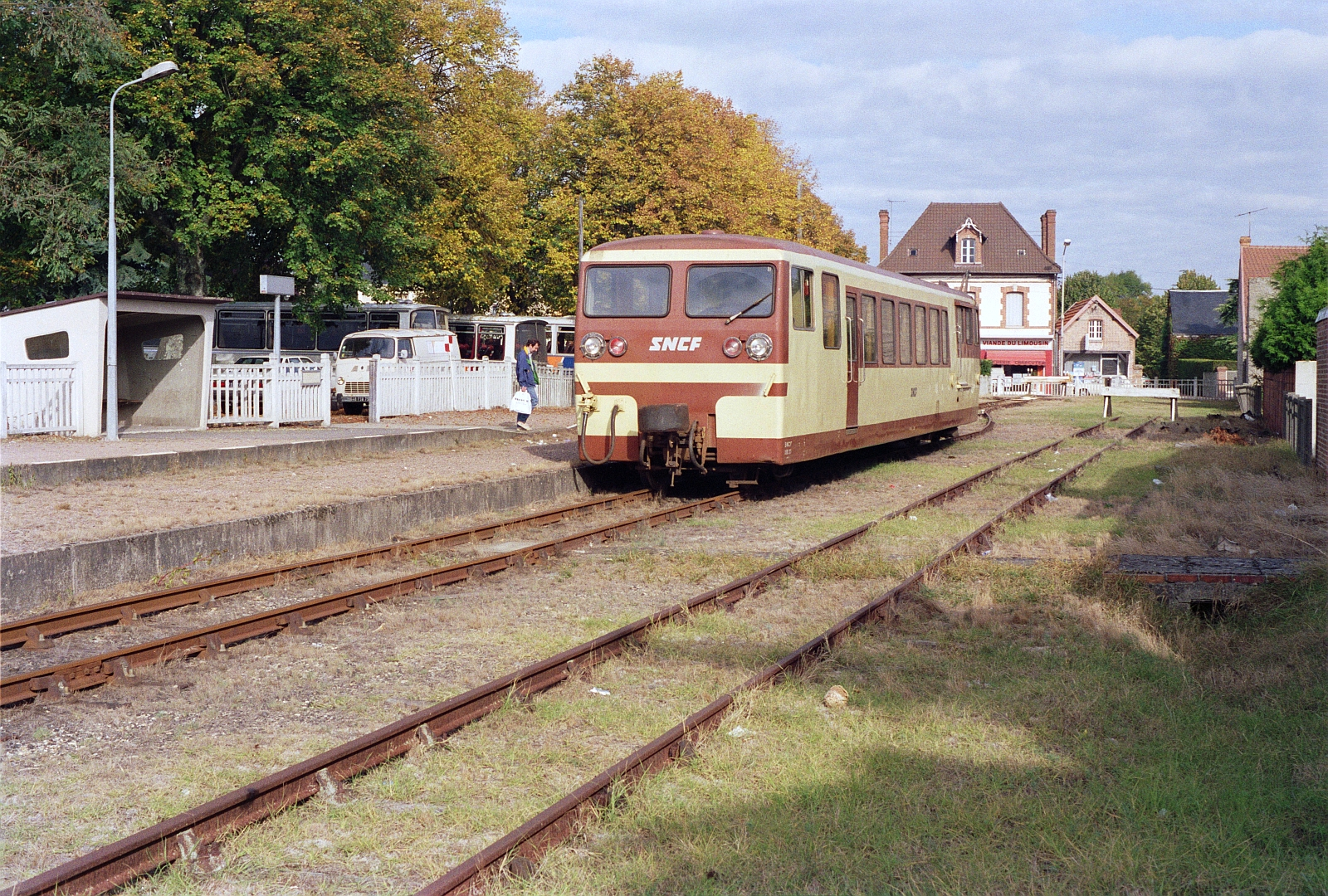
Railbus in Salbris in 1989.
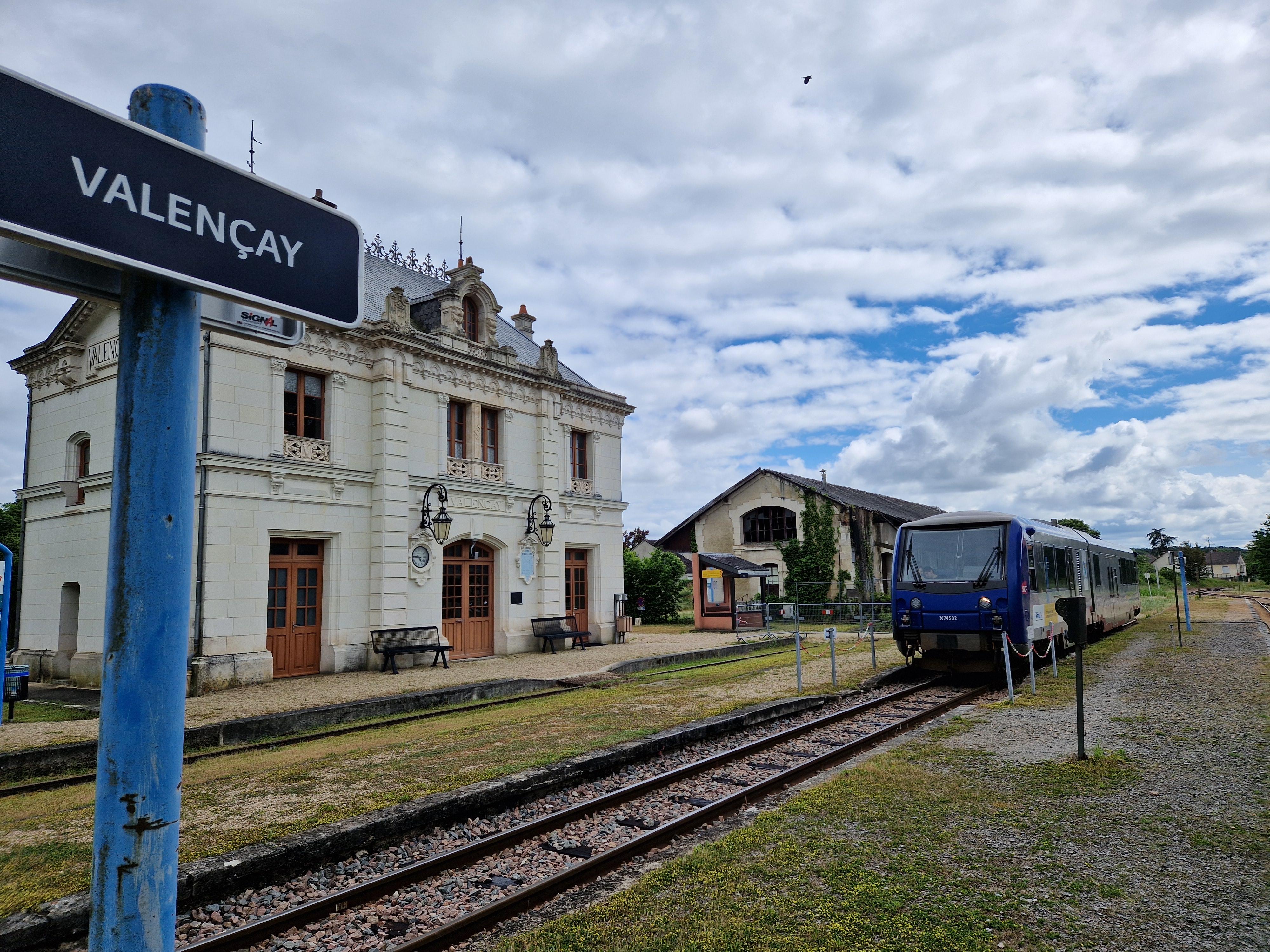
Station Valençay.
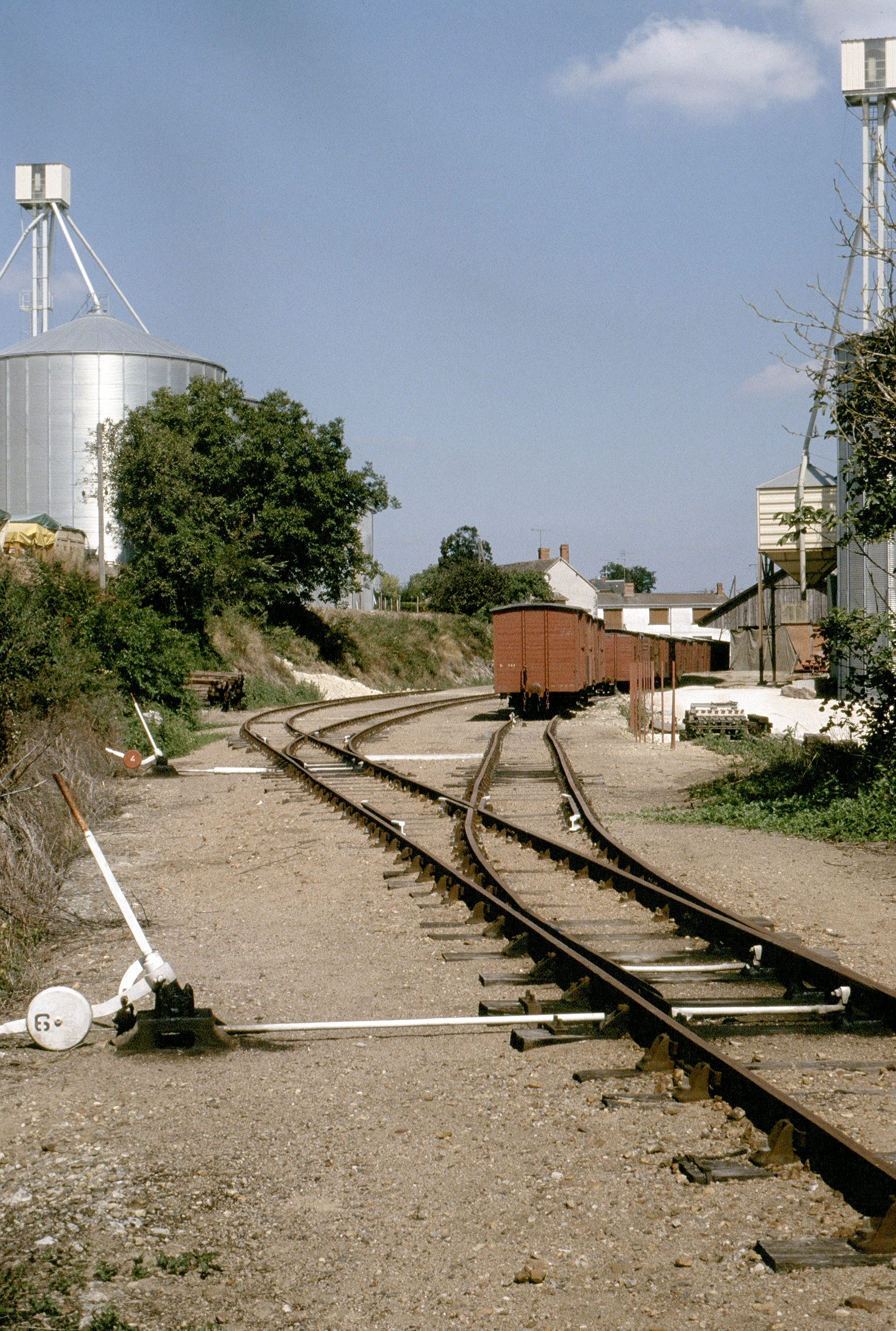
Station Luçay-le-Mâle in 1993.